# Ufens luna
Ufens luna är en stekelart som beskrevs av Girault 1911. Ufens luna ingår i släktet Ufens och familjen hårstrimsteklar. Inga underarter finns listade i Catalogue of Life.